# Уолкер-Крик
Уо́лкер-Крик (англ. Walker Creek) — река в США, на западе штата Западная Виргиния. Приток реки Литл-Канова (приток реки Огайо). Составляет около 25 км в длину; площадь водосборного бассейна — 83 км².
Река полностью протекает через территорию округа Вуд. Берёт начало примерно в 5 км от невключённой территории Дируок, течёт преимущественно в юго-восточном направлении, проходя через невключённую территорию Уокер, и впадает в реку Литл-Канова в 1,6 км к юго-востоку от невключённой территории Канова и в 18,2 км от устья реки Литл-Канова в городе Паркенсберг. Примерно 91 % от площади бассейна реки занимают леса, главным образом лиственные. 8 % занимают пастбища и сельскохозяйственные земли.